# Nouvion-le-Vineux
 Nouvion-le-Vineux  là một xã ở tỉnh Aisne, vùng Hauts-de-France thuộc miền bắc nước Pháp.